# (533560) 2014 JM80
(533560) 2014 JM80 ist ein großes transneptunisches Objekt, das bahndynamisch als Scattered Disk Object (SDO) eingestuft wird. Aufgrund seiner Größe gehört der Asteroid zu den Zwergplanetenkandidaten.

## Entdeckung
2014 JM80 wurde am 7. Mai 2014 von einem Astronomenteam, bestehend aus B. Gibson, T. Goggia, N. Primak, A. Schultz und M. Willman, im Rahmen des Pan-STARRS-Projekts mit dem 1,8-m-Ritchey-Chretien-Teleskop (PS1) am Haleakalā-Observatorium (Maui) entdeckt. Die Entdeckung wurde am 17. Juli 2016 bekanntgegeben.
Nach seiner Entdeckung ließ sich 2014 JM80 auf Fotos, die ebenfalls im Rahmen des Pan-STARRS-Programmes gemacht wurden, bis zum 9. Mai 2010 zurückgehend identifizieren und so seinen Beobachtungszeitraum um vier Jahre verlängern, um so seine Umlaufbahn genauer zu berechnen. Seither wurde der Planetoid durch das Pan-STARRS- und das Apache-Point-Teleskop beobachtet. Im Dezember 2018 lagen insgesamt 131 Beobachtungen über einen Zeitraum von 9 Jahren vor. Die bisher letzte Beobachtung wurde im Mai 2018 auch wieder am Pan-STARRS-Teleskop durchgeführt. (Stand 25. März 2019)

## Eigenschaften

### Umlaufbahn

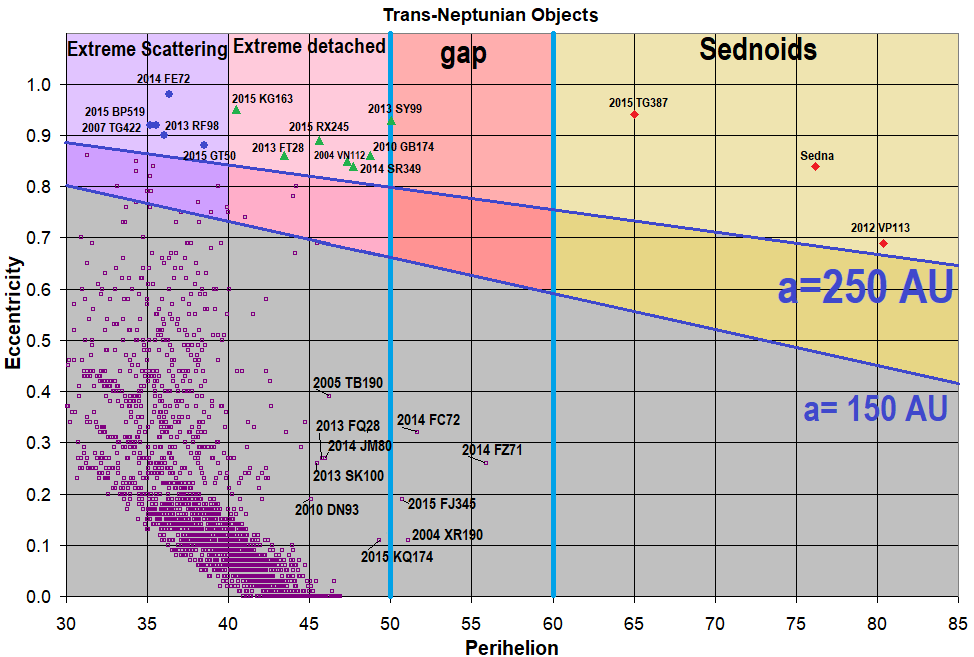
2014 JM_{80} in der Nähe der sogenannten «gap» (Lücke).

2014 JM80 umkreist die Sonne in 501,19 Jahren auf einer elliptischen Umlaufbahn zwischen 45,99 AE und 80,20 AE Abstand zu deren Zentrum. Die Bahnexzentrizität beträgt 0,271, die Bahn ist 20,48° gegenüber der Ekliptik geneigt. Derzeit ist der Planetoid 47,33 AE von der Sonne entfernt. Das Perihel durchläuft er das nächste Mal 2042, der letzte Periheldurchlauf dürfte also im Jahre 1541 erfolgt sein.
Sowohl Marc Buie (DES) als auch das Minor Planet Center klassifizieren den Planetoiden als SDO; letzteres führt ihn allgemein auch als «Distant Object».

### Größe
Derzeit wird von einem Durchmesser von 329 km ausgegangen, basierend auf einem Rückstrahlvermögen von 8 % und einer absoluten Helligkeit von 5,8 m. Ausgehend von diesem Durchmesser ergibt sich eine Gesamtoberfläche von etwa 340.000 km2. Die scheinbare Helligkeit von 2014 JM80 beträgt 22,60 m.
Da es denkbar ist, dass sich 2014 JM80 aufgrund seiner Größe im hydrostatischen Gleichgewicht befindet und somit weitgehend rund sein könnte, erfüllt er möglicherweise die Kriterien für eine Einstufung als Zwergplanet. Mike Brown geht davon aus, dass es sich bei 2014 JM80 um vielleicht einen Zwergplaneten handelt.
| Jahr                                         | Abmessungen km | Quelle   |
| -------------------------------------------- | -------------- | -------- |
| 2018                                         | 352,0          | Johnston |
| 2018                                         | 329,0          | Brown    |
| Die präziseste Bestimmung ist fett markiert. |                |          |